# 潘頓
潘頓（英語：Zac Purton；1983年1月3日—），是澳洲出生騎師，自2007/2008年馬季開始以香港作為策騎基地，是香港賽馬史上勝出最多賽事的騎師。並入選澳洲賽馬名人堂，同時成為八屆香港冠軍騎師，僅次於韋達。

## 簡歷
潘頓是澳洲騎師，以騎功硬朗及純熟的車輪鞭技巧策騎見稱。2003年，潘頓以見習騎師身份奪得澳洲布里斯本冠軍騎師殊榮，其後他轉到澳洲悉尼策騎，排名只僅次於冠軍白德民。同時潘頓已經揚威十二次香港國際賽事，成為歷來勝出最多香港國際賽事的騎師。目前潘頓已經打破韋達頭馬紀錄，成為香港賽馬史上勝出最多頭馬的騎師，並且潘頓已經勝出所有香港舉辦的級制賽事。

## 在港策騎主要事跡
潘頓於2007-2008年度馬季起來港發展，並於同年9月12日憑策騎姚本輝馬房的「聚寶駒」贏得在港首場頭馬。潘頓於首季取得29場頭馬勝仗，其後每季成績均穩步上揚。

### 2007-2008年度馬季
2008年6月5日，潘頓於跑馬地馬場先後憑策騎「彪形大漢」、「奪寶群英」及「鑽飾年代」取勝，令他在港首度封騎師王。
2008年6月15日，潘頓憑策騎「步步穩」，攻下本地三級賽精英盃冠軍，在港首項勝出級制賽錦標。

### 2012-2013年度馬季
2012年11月26日，潘頓於日本首次角逐世界超級騎師大賽中，並在當天勝出兩場頭馬，擊敗濱中俊及莫雅，首度成為該項賽事冠軍。
2012年12月5日，潘頓首次代表香港角逐在跑馬地馬場舉行的國際騎師錦標賽。
2012-2013年度馬季，潘頓大部分時間均在騎師榜上取得領先優勢，並勝出了88場頭馬的佳績，只是他在季尾逐漸失去領先優勢，並被韋達逐漸追趕。最終他以13場頭馬勝仗之差不敵韋達，再次屈居於騎師榜次席，未能成為當屆香港冠軍騎師。

### 2013-2014年度馬季，首度登上冠軍寶座
2013-2014年度馬季，隨著莫雷拉於10月份來投，令馬圈競爭局勢出現變化，不再由韋達壟斷冠軍。莫雷拉在港上陣以來，連翻交出好成績，短短數月間已躋身騎師榜前列位置，給予潘頓不少壓力。不過，潘頓最終勝出112場頭馬，以15場頭馬之差擊敗莫雷拉，首度登上香港冠軍騎師殊榮，打破了韋達過去十三個馬季以來的壟斷局面外，亦是繼韋達後第二位能夠在一季內勝出超過100場頭馬的騎師。此外，潘頓在這季僅花了4個月左右，便取得了50場頭馬勝仗，令他成為歷來首位在港策騎的騎師中，以最快時間贏得50場頭馬的騎師。

### 2014-2015年度馬季
2014年8月，潘頓取得香港永久居留權。2014年10月26日，潘頓於沙田馬場先後憑策騎「威風猛將」、「靚猴王」、「友瑩格」、「軍事出擊」及「包裝鬥士」取勝，個人首次在港單日勝出五場頭馬，當中他更憑「友瑩格」及「軍事出擊」先後攻下精英碗及沙田錦標兩項級制賽盃賽。
2015年3月15日，潘頓於沙田馬場憑策騎蔡約翰馬房的賽駒「戰利品」，攻下個人自來港發展以來首次的香港打吡大賽冠軍。
2015年3月25日，潘頓於沙田馬場第三場賽事憑策騎賀賢馬房的「怡昌之星」，勝出個人在港發展以來的第500場頭馬。
2015年3月29日，潘頓於中京競馬場策騎「友瑩格」，成功克服不利場地，為香港賽駒首次奪得高松宮紀念賽冠軍，揚威日本。
2015年5月17日，潘頓於新加坡克蘭芝馬場憑策騎「友瑩格」，首度攻下KrisFlyer國際短途錦標。季內人馬合作下分別在香港、日本及新加坡三度勝出一級賽，成為香港賽馬史上首匹於一季內於三地勝出國際一級賽的賽駒。
2015年7月8日至8月9日，潘頓趁香港馬季休季期間到日本作短期客串，並在其間取得了7場頭馬勝仗。

### 2015-2016年度馬季
2016年6月1日，潘頓於跑馬地馬場尾場賽事憑策騎賀賢馬房的「勇駒」，勝出個人在港發展以來的第600場頭馬。

### 2016-2017年度馬季
2016年12月11日，潘頓於國際賽日分別策騎「友瑩格」和「美麗大師」攻下香港短途錦標及香港一哩錦標兩項一級賽，替港爭光。
2017年5月21日，潘頓於沙田馬場第五場賽事憑策騎葉楚航馬房的「中華之光」，勝出個人在港發展以來的第700場頭馬。

### 2017-2018年度馬季，事隔三季，再度登上冠軍寶座
2017年10月14日，潘頓於沙田馬場第五場賽事憑策騎賀賢馬房的「小巨人」，替練者勝出來港發展以來的第400場頭馬。
2017年12月6日，潘頓在跑馬地馬場上演的國際騎師錦標賽中，於頭關賽事先憑策騎沈集成馬房的「大英雄」勝出，其後在第三關賽事再憑策騎何良馬房的「放眼量」取勝，最終他取得24分，個人首度奪得國際騎師錦標賽總冠軍。
2017年12月10日，潘頓於沙田馬場憑策騎告東尼馬房的「馬克羅斯」攻下香港盃，個人贏盡香港國際賽事全部四項大賽冠軍（香港短途錦標、香港一哩錦標、香港盃及香港瓶），繼巫斯義及莫雷拉後成為另一位取得香港國際賽大滿貫的騎師。
2018年4月18日，潘頓於跑馬地馬場頭場賽事憑策騎霍利時馬房的「雷超」，勝出個人在港發展以來的第800場頭馬。 
2017-2018年度馬季，潘頓與莫雷拉的冠軍爭奪戰異常激烈，尤其是在季尾階段雙方爭奪戰更見精彩。原本潘頓在冠軍騎師爭奪戰中一直處於下風，與季初至季中階段一直被莫雷拉拋離十場以上頭馬。不過，潘頓在季尾階段逐漸回勇，加上莫雷拉在此時表現較為遜色，令他收復了不少失地。2018年5月20日，潘頓於沙田馬場先後憑策騎「玩得喜」、「錶之太陽」、「滿地可」及「跳出香港」取勝，全日累積四捷，反觀莫雷拉於同日未能增添任何頭馬進帳，令雙方的頭馬差距進一步收窄至只得4場。2018年5月27日，潘頓於沙田馬場再度大發神威，先後憑策騎「霸勝」、「陽光」、「勝得威」、「勝利專家」及「白鷺飛翔」獲勝，全日豪取五捷，當中在第四場策騎「勝得威」更攻下三級賽沙田銀瓶，為座騎首度勝出級制賽賽事。至於第六場賽事，潘頓策騎約翰摩亞馬房「勝利專家」勝出的一仗，亦為練者取得在港從練以來的第1,600場頭馬勝仗。至於莫雷拉在同日僅憑策騎「精算風暴」贏得一場頭馬，令潘頓與他的頭馬差距進一步收窄至只得2場。2018年6月10日，潘頓於沙田馬場趁莫雷拉停賽期間，先後憑策騎「小鳥敖翔」及「友誼之星」取勝起孖，季內累積頭馬增至117場，以一場之差反壓莫雷拉，季內首度登上騎師榜榜首位置。潘頓其後表現穩定，保持優勢且從未給予莫雷拉任何機會反超前，最終他贏得創個人單季頭馬紀錄的136場頭馬，以兩場之差擊敗莫雷拉，事隔三季後再度登上香港冠軍騎師寶座。

### 2018-2019年度馬季
2018年12月9日，潘頓於沙田馬場策騎告東尼馬房的「時時精綵」，座騎在他胯下於初段一直佔取較前位置，至最後直路一百五十米處，「時時精綵」一度被莫雷拉策騎的日本雌馬「雍容白荷」超越，但此時「時時精綵」回氣再上，最終以馬頸位之先擊退「雍容白荷」。潘頓繼2013年憑策騎「多名利」為香港摘下香港瓶後，事隔五年後再為香港攻下此項國際賽盃賽，亦替練者告東尼完成囊括香港國際賽事全部四項大賽冠軍（香港短途錦標、香港一哩錦標、香港盃及香港瓶）的壯舉。同日，潘頓憑策騎約翰摩亞馬房的馬王「美麗傳承」，以三個馬位之先擊敗日本雌馬「強擊」，輕鬆勝出香港一哩錦標。
2018年12月16日，潘頓於沙田馬場尾場賽事憑策騎約翰摩亞馬房的「標準猴王」，勝出個人在港發展以來的第900場頭馬。
2019年1月27日，潘頓於沙田馬場憑策騎告東尼馬房的「時時精綵」勝出，個人首度攻下三級賽百週年紀念銀瓶外，亦為練者告東尼帶來從練第1,200場頭馬。
2019年2月24日，潘頓於沙田馬場大發神威，先後憑策騎「勁飛寶寶」、「志趣相投」、「中華之光」、「我𢥧意」、「天池怪俠」及「美麗滿載」奏凱而回，個人在港首度單日勝出六場頭馬。他亦成為繼柏寶、韋達及莫雷拉後，第四位在港取得單日六捷佳績的騎師。
2019年6月8日，潘頓於沙田馬場第三場賽事憑策騎約翰摩亞馬房的「常感恩」，勝出個人在港發展以來的第1,000場頭馬。

2018-2019年度馬季，隨著莫雷拉於季初離港發展，加上後期他回港成為蔡約翰馬房主帥，令潘頓得到其他馬房提供不少實力坐騎支持。潘頓在該季表現出色，合共贏得168場頭馬，是他在港策騎十二年以來錄得最多頭馬的一季。此外，潘頓在這季分別於香港及新加坡合共勝出八項一級賽，當中他季內夥拍馬王美麗傳承八戰全勝，並攻下四項一級賽。同時，他在季內夥拍最佳長途馬時時精綵勝出三項一級賽，當中在香港瓶一役坐騎在他胯下於賽事尾段反勝日本賽駒「雍容白荷」，為香港攻下失落多年的香港瓶，教人津津樂道。潘頓於季內亦為香港馬匹揚威海外，憑「川河尊駒」策騎順利衛冕新加坡一級賽克蘭芝一哩賽。
潘頓該季除了以78場頭馬之差擊敗莫雷拉第三度榮膺香港冠軍騎師殊榮外，更以46.8%得票率首度贏得由馬迷投票選出的「最受歡迎騎師」殊榮。

### 2019-2020年度馬季
2020年3月8日，潘頓於沙田馬場第十一場賽事憑策騎沈集成馬房的「小太陽」，勝出個人在港發展以來的第1,100場頭馬。
2020年4月26日，潘頓於沙田馬場憑策騎「時時精綵」首度攻下一級賽女皇盃，令他成為歷來唯一位能夠攻下所有在港舉行十二項一級賽 (包括：董事盃、香港一哩錦標、香港瓶、香港金盃、女皇銀禧紀念盃、香港短途錦標、百週年紀念短途盃、香港盃、冠軍一哩賽、主席短途獎、香港冠軍暨遮打盃及女皇盃) 的騎師。
2019-2020年度馬季，潘頓與莫雷拉在爭奪香港冠軍騎師過程再次鬥得難分難解。雖然潘頓在季初至季中階段一度被莫雷拉領先多於十場頭馬，但潘頓在接近季尾階段越戰越勇，收復了不少失地。2020年5月6日，潘頓於跑馬地馬場大發神威，先後憑策騎「同盟力量」、「發財福星」、「特醒」、「勞動創造」及「與龍共舞」勝出豪取五捷，令他於騎師榜反先莫雷拉四場頭馬差距。不過，潘頓在隨後的沙田馬場賽事中顆粒無收，相反莫雷拉卻贏得三場頭馬，令雙方頭馬差距縮窄至僅得一場。潘頓在其後的冠軍爭奪戰中表現較莫雷拉穩定，最終第四度兼連續三屆登上香港冠軍騎師殊榮。

### 2020-2021年度馬季
2020年12月9日，潘頓於跑馬地馬場代表香港出戰國際騎師錦標賽，他先在次關賽事憑策騎大衛希斯馬房的「成才」跑入一席第二，其後再於第三關憑策騎苗禮德馬房的「健康在望」勝出，兩人繼2015年3月25日合作勝出頭馬後，事隔5年多才再度合作勝出頭馬。
潘頓其後在尾關再憑策騎葉楚航馬房的「獎金大王」跑入一席第三，最終他全晚累積21分，先3分之微擊敗莫雷拉，繼2017年後第二度勝出國際騎師錦標賽。此外，潘頓於當晚第二場賽事憑策騎葉楚航馬房的「千里駿駒」，勝出個人在港發展以來的第1,200場頭馬。
2020年12月13日，潘頓於沙田馬場國際賽日第8場賽事憑策騎日本代表馬匹「樸素無華」攻下香港盃，個人第9度在港勝出國際賽，超越巫斯義成為首位勝出最多國際賽的騎師。

### 2021-2022年度馬季
2021年9月12日，潘頓於沙田馬場第五場賽事憑策騎大衛希斯馬房的「皇帝金」，勝出個人在港發展以來的第1,300場頭馬。
2021年12月8日，潘頓於跑馬地馬場國際騎師錦標賽中，憑策騎「專一」、「確妙星」及「英之星」獲得三項亞軍，並夥拍「電路七號」獲季軍，雖然最終他未取得任何頭馬，但他全晚仍累積22分，平紀錄第三度榮登冠軍寶座。
2021年12月12日，潘頓於沙田馬場舉行香港國際賽事，他在頭三場賽事均勝出，手風看似很順之際卻在第五場浪琴表香港短途錦標賽事中發生連環墮馬事故，希威森策騎的「君達星」彎位衝刺失蹄跪倒，累及隨後潘頓策騎的「錶之未來」、日本騎師福永祐一策騎的「妙發靈機」及田泰安策騎的「肥仔叻叻」勒避不及墮馬，而潘頓更疑似被馬匹踐踏。以上墮馬事故的前三名騎師須送院救治，其後潘頓證實四條肋骨骨折、鼻骨爆裂、右手腕受傷，需要休息三個星期。原本由他緊隨其後策騎第六場的「加州雷電」要更替騎師何澤堯，第七場角逐香港一哩錦標的「夏威夷」要更替騎師巴度，第八場角逐香港盃的「龍鼓飛揚」要更替騎師潘明輝，第九場和尾場的「莫浪求」及「包裝長勝」要更替騎師蘇銘倫，其妻子事後趕赴醫院了解。
2022年1月23日，潘頓於沙田馬場策騎蔡約翰馬房的「夏威夷」勝出一級賽董事盃，終止「金鎗六十」連勝紀錄。
2022年2月6日，潘頓於跑馬地馬場大發神威，先後憑策騎「高明駿將」、「爆谷」、「風雷電」、「旋風飛影」及「皇寶」勝出，單日豪取五捷。此外，他全日其餘五匹坐騎均走入三甲，最後以86分成為騎師王。
2022年4月24日，潘頓於沙田馬場第五場賽事憑策騎告東尼馬房的「美麗同享」，勝出個人在港發展以來的第1,400場頭馬。
2021-2022年度馬季，潘頓與莫雷拉的香港冠軍騎師爭奪戰爭持激烈，兩人於最後煞科日前同樣以132場頭馬領先騎師榜首，要在煞科日決勝負。結果在煞科日，潘頓勝出四場而莫雷拉未有頭馬，潘頓最終以全季136場頭馬，第五次榮登香港冠軍騎師寶座。同時，潘頓再度榮膺「最受歡迎騎師」殊榮。

### 2022-2023年度馬季
2022年10月9日，潘頓於沙田馬場先後憑策騎「皮具之星」、「火鑽」、「樂天派」、「永遠美麗」、「盈嵐」、「文明之星」及「烈風」取勝，個人首度單日勝出七場頭馬，打破其個人單日勝出頭馬紀錄（舊紀錄為2019年2月24日單日勝出六場頭馬)，並累積84分封騎師王。
2022年11月13日，潘頓確診新冠肺炎，故此他缺席11月16日在跑馬地馬場舉行的賽事。不過，他康復進度迅速，且在其後沙田賽事日復出並表現神勇，先後憑策騎「健康快駒」、「綫路神驊」、「金鑽貴人」及「東方飛影」勝出豪取四捷，當中他夥拍「金鑽貴人」勝出一仗更令他首度攻下二級賽馬會短途錦標。
2022年12月24日，潘頓於沙田馬場第九場賽事憑策騎容天鵬馬房的「盈嵐」，勝出個人在港發展以來的第1,500場頭馬。
2023年7月6日，潘頓於跑馬地馬場第九場賽事憑策騎蔡約翰馬房的「明心知遇」，勝出個人在港發展以來的第1,600場頭馬。
2022-2023年度馬季，潘頓贏得179場頭馬，是他在港上陣多年來錄得最多頭馬的一季，同時，更成為香港賽馬史上單季贏得最多頭馬的騎師。

### 2023-2024年度馬季
2024年1月24日，潘頓因天氣嚴寒致身體不適，退出當晚後半段賽事。但他旋即於1月28日反彈，於沙田馬場十場賽事悉數上陣，憑策騎「翔龍再現」、「高進明駒」、「時時稱心」、「華麗再勝」、「魅力知遇」及「堅又威」豪取六場頭馬，加上另一場跑獲一席季軍，累積76分榮膺當日騎師王。這亦是他在港發展以來第三度單日取得六場或以上勝仗。
2024年3月24日，潘頓於沙田馬場憑策騎葉楚航馬房的「大至尊」，攻下個人自來港發展以來第二次香港打吡大賽冠軍。
2024年4月10日，潘頓於跑馬地馬場第四場賽事憑策騎呂健威馬房的「合夥奔馳」，勝出個人在港發展以來的第1,700場頭馬。
2024年7月10日，當天70歲生日的蔡約翰馬房全晚只派兩匹馬參賽「賀壽」，其中一匹「獵寶勤」交由潘頓策騎。潘頓臨近終點的跑法受到非議，須在7月14日煞科日開賽前出席研訊。研訊結果，潘頓毋須停賽或罰款，並以實績反擊外界批評，全日上陣十場悉數跑入前四名，憑策騎「桃花多」、「初戀」、「遙遙領先」、「禪勝輝煌」、「包裝天將」及「競駿飛翔」豪取六場頭馬，以六冠兩亞一季一殿，破紀錄88分榮膺當日騎師王。這亦是他在港發展以來第四度單日取得六場或以上勝仗。

### 2024-2025年度馬季

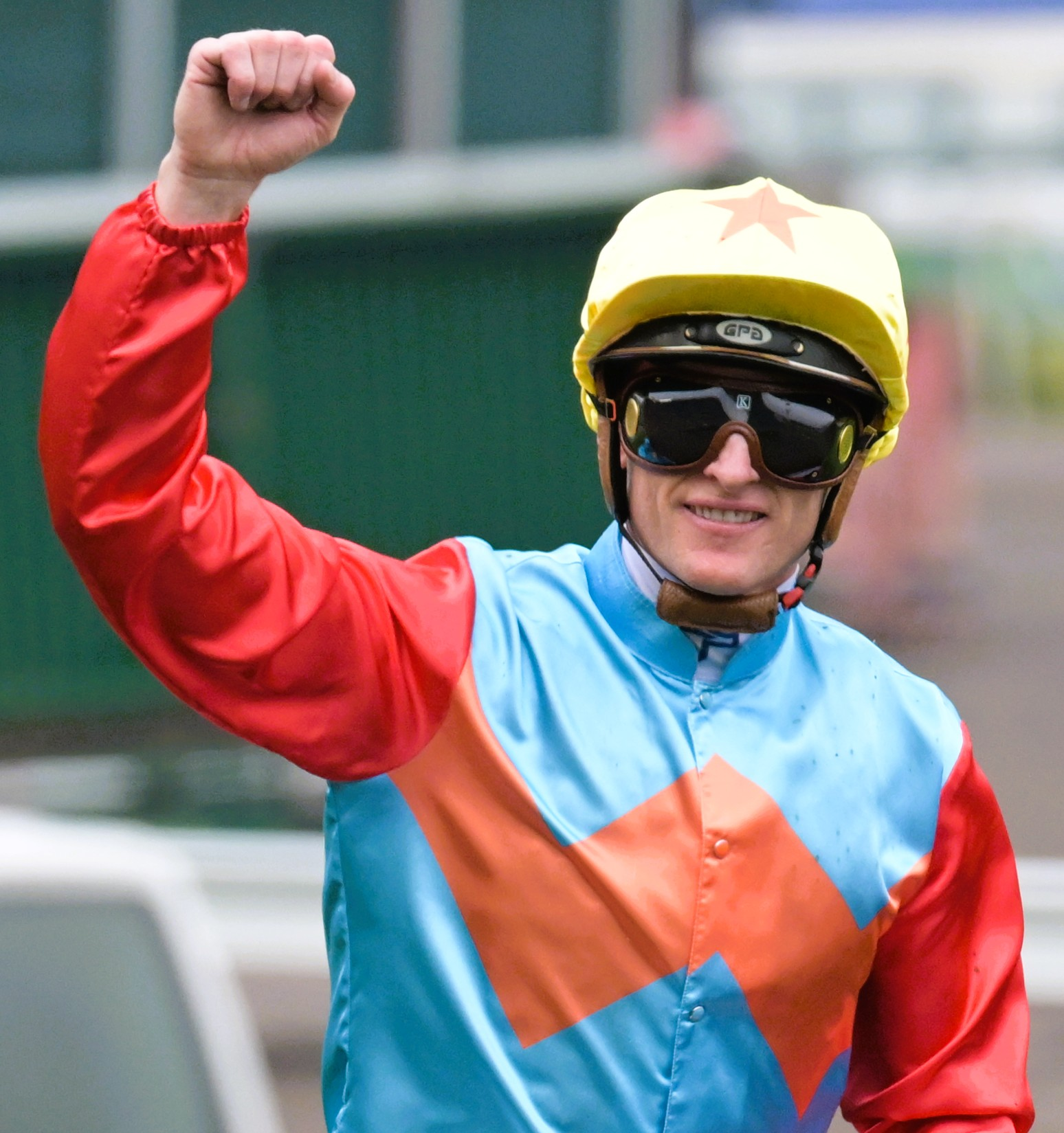
2025年4月27日，潘頓策騎「嘉應高昇」勝出主席短途獎2025

2024年12月26日，潘頓於跑馬地馬場策騎「超勁火力」、「優才」、「北地烈馬」、「觀天下」、「追風」及「晨曦儷人」勝出，第五度單日取得六場勝仗，以72分成為騎師王。
2024年12月29日，潘頓於沙田馬場第十場賽事憑策騎容天鵬馬房的「飛輪步」，勝出個人在港發展以來的第1,800場頭馬。其後在好運1月1日期間馬會在凱旋門附近增設倒數敲鐘裝置。
2025年1月22日，潘頓於跑馬地馬場第三場賽事憑策騎蔡約翰馬房的「泰泰精神」，追平前騎師韋達的1813場頭馬紀錄。同日再在第九場策騎「觀天下」勝出，累積共1814場頭馬，正式打破由韋達所保持的1813場頭馬紀錄，成為香港賽馬史上勝出最多頭馬的騎師。
2025年2月9日，潘頓於沙田馬場舉行無線電視賽馬日，他在二場賽事勝出，卻在第九場發生連環墮馬事故，鍾易禮策騎的「保羅傳奇」最後直路失蹄跪倒，累及隨後潘頓策騎的「銀亮奔騰」及楊明綸策騎的「健而快」勒避不及墮馬。以上墮馬事故的前三名騎師須送院救治，其後潘頓證實左腳骨裂，需要休息一個月半。原本由他緊隨其後策騎第十場的「凱旋升」要更替騎師董明朗及尾場的「真心傳奇」要更替騎師湯普新。另外，他原定策騎「嘉應高昇」出戰女皇銀禧紀念盃需要更替騎師田泰安以及「包裝福星」出戰四歲系列更換莫雷拉。並且潘頓會在2025年8月31號以42歲之齡獲得澳洲賽馬名人堂，被受肯定，成為殿堂級騎師。

## 主要勝出賽事
香港
- 董事盃 - (3) - 友誼至上 (2010)、美麗傳承 (2019)、夏威夷 (2022)
- 香港一哩錦標 - (4) - 雄心威龍 (2012)、美麗大師 (2016)、美麗傳承 (2018)、加州星球 (2022)
- 香港瓶 - (2) - 多名利 (2013)、時時精綵 (2018)
- 香港金盃 - (3) - 軍事出擊 (2013)、馬克羅斯 (2018)、時時精綵 (2019)
- 女皇銀禧紀念盃 - (4) - 雄心威龍 (2013)、美麗傳承 (2018、2019、2020)
- 香港短途錦標 - (4) - 友瑩格 (2014、2016)、金鑽貴人 (2023)、嘉應高昇 (2024)
- 百週年紀念短途盃 - (3) - 友瑩格 (2016)、金鑽貴人 (2023)、嘉應高昇 (2025)
- 香港盃 - (2) - 馬克羅斯 (2017)、樸素無華 (2020)
- 主席短途獎 - (3) - 天下為攻 (2018)、金鑽貴人 (2023)、嘉應高昇 (2025)
- 冠軍一哩賽 - (3) - 美麗傳承 (2018、2019)、永遠美麗 (2024)
- 香港冠軍暨遮打盃 - (2) - 時時精綵 (2019、2020)
- 女皇盃 - (1) - 時時精綵 (2020)

- 馬會一哩錦標 - (4) - 友誼至上 (2009)、美麗大師 (2016)、美麗傳承 (2018)、永遠美麗 (2023)
- 沙田錦標 - (4) - 雄心威龍 (2012)、軍事出擊 (2014)、美麗傳承 (2018)、加州星球 (2022)
- 短途錦標 - (2) - 小橋流水 (2012)、金鑽貴人 (2022)
- 精英碗 - (3) - 友瑩格 (2014)、錶之未來 (2021)、嘉應高昇 (2024)
- 馬會盃 - (2) - 軍事出擊 (2015)、時時精綵 (2019)
- 主席錦標 - (3) - 美麗傳承 (2019、2020)、加州星球 (2022)
- 馬會短途錦標 - (3) - 金鑽貴人 (2022、2023)、嘉應高昇 (2024)

- 莎莎婦女銀袋賽 - (2) - 爆炸 (2008)、馬克羅斯 (2018)
- 精英盃 - (3) - 步步穩 (2008)、美麗同享 (2022)、永遠美麗 (2023)
- 沙田銀瓶 - (6) - 威武雄獅 (2009)、友瑩格 (2014)、勝得威 (2018)、小巨人 (2019)、常感恩 (2020)、金鑽貴人 (2023)
- 華商會挑戰盃 - (3) - 小橋流水 (2011)、喜蓮標緻 (2013)、金鑽貴人 (2023)
- 洋紫荊短途錦標 - (3) - 小橋流水 (2012)、新力風 (2016)、嫡愛心 (2025)
- 皇太后紀念盃 - (3) - 多名利 (2013)、時時精綵 (2018)、有目共賞 (2025)
- 精英碟 - (4) - 軍事出擊 (2013)、時時精綵 (2018)、川河尊駒 (2021)、自勝者強 (2023)
- 一月盃 - (2) - 活力歡騰 (2017)、鷹雄 (2018)
- 慶典盃 - (3) - 美麗傳承 (2018、2019)、加州星球 (2022)
- 百週年紀念銀瓶 - (2) - 時時精綵 (2019、2020)
- 國慶盃 - (2) - 聚才 (2022)、勝不驕 (2023)
- 獅子山錦標 - (2) - 美麗同享 (2022)、永遠美麗 (2023)

- 香港打吡大賽 - (2) - 戰利品 (2015)、大至尊 (2024)
- 香港經典盃 - (1) - 加州星球 (2022)

- 跑馬地銀瓶 - (4) - 玉峽生輝 (2009)、金碧亮馬 (2010)、勝哥兒 (2014、2015)
- 跑馬地錦標 - (3) - 此時此刻 (2011)、控制者 (2014、2016)
- 廣東讓賽盃 - (1) - 薑餅人 (2012)、四季醒 (2023)
- 香港特區行政長官盃 - (5) - 富高勝 (2012)、愛跑得 (2013)、勝得威 (2018)、帝豪福星 (2019)、嘉應高昇 (2024)
- 港澳盃 - (2) - 飛來猛 (2016)、信心保證 (2019)
- 麥蘊利盃 - (1) - 勝得威 (2017)
- 沙田一哩錦標 - (2) - 跳出香港 (2018)、百步穿雲 (2020)
- 其士盃 - (1) - 百步穿雲 (2019)
- 樂聲盃 - (2) - 幸運快車 (2021)、北極光 (2022)
- 香港馬主協會錦標 - (2) - 都靈太陽 (2022)、禪勝輝煌 (2024)
- 賀年盃 - (1) - 紅運帝王 (2024)

- 新馬短途錦標 - (1) - 虎虎生輝 (2009)
- 香港賽馬會社群盃 - (3) - 好靚仔 (2013)、日日精彩 (2019) 、金馳 (2023)
- 新馬錦標 - (3) - 活力小駒 (2014)、美麗寶貝 (2017)、發財福星 (2019) [34][35]
- 香港回歸盃 - (3) - 準備就緒 (2015)、時時有餘 (2020)、知足常樂 (2023)
- 六福珠寶盃 - (3) - 包裝奔馳 (2015)、平海歡星 (2022)、賢者無敵 (2023)

 英國
- 皇席錦標 - (1) - 小橋流水 (2012)

 新加坡
- 新航國際盃 - (1) - 軍事出擊 (2013)
- KrisFlyer國際短途錦標 - (1) - 友瑩格 (2015)
- 克蘭芝一哩賽 - (2) - 川河尊駒 (2018、2019)

- 新加坡堅尼大賽（日语：シンガポールギニー） - (1) - 克林 (2018)  * (賽事於2018年為一級賽，其後於2023年由一級賽降格為二級賽)

 日本
- 高松宮紀念賽 - (1) - 友瑩格 (2015)

- 雲絲仙子錦標（英语：Winx Stakes） - (1) - 德誠爵士 (2005)
- 澳洲賽馬會育馬錦標（英语：Sires' Produce Stakes (ATC)） - (2) - Excites (2006)、北美薔薇 (2016)
- 諾頓錦標（英语：Chipping Norton Stakes） - (1) - He's No Pie Eater (2007)
- 葉森讓賽（英语：Epsom Handicap） - (1) - Theseo (2008)
- 考菲爾德盃（英语：Caulfield Cup） - (1) - 愛發達（日语：アドマイヤラクティ） (2014)
- 佐治文斯錦標（英语：George Main Stakes） - (1) - 聖靈瀑布（英语：Sacred Falls） (2014)
- 唐加士打一哩賽（英语：Doncaster Handicap） - (3) - 聖靈瀑布（英语：Sacred Falls） (2014)、有點兒 (2017)、樂觀派 (2023)
- 阿堅斯錦標（英语：The J. J. Atkins） - (1) -  聖靈妙丹 (2016)
- 星河大賽（英语：The Galaxy (ATC)） - (1) - 芳華正茂（英语：In Her Time） (2018)
- 肯德百里錦標（英语：Canterbury Stakes） - (1) - 雅騰雲 (2023)
- 蘭域堅尼（英语：Randwick Guineas） - (1) - Communist (2023)

- 山倫讓賽（英语：Shannon Stakes） - (1) - Sportsman (2003)
- 電車路錦標（英语：Tramway Stakes） - (1) - Sportsman (2003)
- 舒拉高錦標（英语：Sheraco Stakes） - (1) - Oomph (2003)
- 熱爆丹駒錦標（英语：Breeders Classic） - (1) - Steflara (2006)
- 藍寶石錦標（英语：Sapphire Stakes (ATC)） - (1) - Coolroom Candidate (2006)
- 金吊墜錦標（英语：Golden Pendant） - (1) -  Coolroom Candidate (2006)
- 挑戰錦標（英语：Challenge Stakes (ATC)） - (1) - 生命火花 (2007)
- 阿積斯錦標（英语：Ajax Stakes） - (1) - High Cee (2007)
- 首演錦標（英语：Premiere Stakes） - (1) - German Chocolate (2007)
- 導彈錦標（英语：Missile Stakes） - (1) - German Chocolate (2007)
- 福斯錦標（英语：Millie Fox Stakes） - (1) - A Country Girl (2007)
- 彈力澎湃錦標（英语：Dane Ripper Stakes） - (1) - 玉燕投懷 (2016)

- 高明錦標（英语：Gloaming Stakes） - (1) - Tsuimai (2003)
- 李智讓賽（英语：Bill Ritchie Handicap） - (1) - Zabarra  (2003)
- 鶴斯百里堅尼（英语：Hawkesbury Guineas） - (1) - Sweet Marmalde (2003)
- 節日錦標（英语：Festival Stakes (ATC)） - (1) - 萬事活 (2003)
- 霍爾馬克錦標（英语：Hall Mark Stakes） - (1) - Presently (2005)
- 南十字錦標（英语：Southern Cross Stakes） - (1) - Collate (2006)
- 愛斯基摩王子錦標（英语：Eskimo Prince Stakes） - (1) -  Strada (2006)
- 卡賓會錦標（英语：Carbine Club Stakes (ATC)） - (1) - Belmonte (2006)
- 粗魯碟（英语：Rough Habit Plate） - (1) - Belmonte (2006)
- 跟先經典錦標（英语：Gunsynd Classic） -  (1) -  Belmonte (2006)
- 萬利安盃（英语：N E Manion Cup） - (1) - The Chieftain (2007)
- 日本中央競馬會碟（英语：Japan Racing Association Plate） - (1) - Safwa (2007)
- 來利錦標（英语：Robert A. Lee Stakes） - (1) - Brockman's Lass (2007)
- 布里斯班總理盃（英语：Premier's Cup (BRC)） - (1) - Reggie (2009)
- 渥太華錦標（英语：Ottawa Stakes） - (1) - 隱惡揚善 (2015)
- 市長盃（英语：Lord Mayor's Cup (BRC)） -  (1) - Strawberry Boy (2015)

- 葉士域治盃 - (1) - Henderson Bay (2001) [36]
- 柏拉馬塔盃 - (1) - Mooring's Melody (2005) [37]
- 鋒利錦標 - (2) - Presently (2005)、Uber (2006) [38]
- 杜詩富錦標 - (1) - Theseo (2006) [39]
- 墨爾本盃賽馬日碟 - (1) - 物理介子 (2018) [40]

 澳門
- 澳港盃 - (1) - 醒目名駒 (2017) [41]
- 澳門打吡大賽 - (1) - 非凡夫 (2017) [41]

- 新葡京盃 - (1) - 太容易 (2017) [41]

## 成就
- 布里斯本冠軍騎師 - (1) - (2002/2003年度馬季)
- 世界超級騎師大賽冠軍 - (1) - (2012年)
- 香港冠軍騎師 - (8) - (2013/2014、2017/2018、2018/2019、2019/2020、2021/2022、2022/2023、2023/2024、2024/2025年度馬季)
- 國際騎師錦標賽冠軍 - (3) - (2017年、2020年、2021年)
- 香港最受歡迎騎師 - (3) - (2018/2019年度馬季、2021/2022、2024/2025年度馬季)
- 國際騎師錦標賽亞軍 - (3) - (2012年、2013年、2023年)

## 在港策騎成績
| 年度        | 冠    | 亞    | 季    | 殿  | 第五 | 出賽次數 | 所贏獎金（港元） | 備註          |
| ----------- | ----- | ----- | ----- | --- | ---- | -------- | ---------------- | ------------- |
| 2007 - 2008 | 29    | 23    | 30    | 26  | 43   | 420      | $ 22,437,475     | 策騎首季      |
| 2008 - 2009 | 43    | 40    | 37    | 37  | 53   | 489      | $ 37,035,812     | 第2季 (季軍)  |
| 2009 - 2010 | 48    | 56    | 38    | 50  | 37   | 518      | $ 48,676,250     | 第3季 (季軍)  |
| 2010 - 2011 | 53    | 40    | 45    | 57  | 45   | 527      | $ 41,472,500     | 第4季 (殿軍)  |
| 2011 - 2012 | 64    | 53    | 58    | 42  | 37   | 482      | $ 50,993,250     | 第5季 (亞軍)  |
| 2012 - 2013 | 88    | 86    | 51    | 52  | 31   | 550      | $ 94,153,400     | 第6季 (亞軍)  |
| 2013 - 2014 | 112   | 86    | 68    | 56  | 53   | 639      | $ 101,465,937    | 第7季 (冠軍)  |
| 2014 - 2015 | 95    | 66    | 41    | 40  | 34   | 481      | $ 107,683,325    | 第8季 (亞軍)  |
| 2015 - 2016 | 80    | 74    | 49    | 51  | 43   | 531      | $ 97,453,000     | 第9季 (亞軍)  |
| 2016 - 2017 | 107   | 92    | 60    | 48  | 50   | 604      | $ 140,821,315    | 第10季 (亞軍) |
| 2017 - 2018 | 136   | 107   | 64    | 60  | 47   | 635      | $ 181,824,240    | 第11季 (冠軍) |
| 2018 - 2019 | 168   | 111   | 69    | 62  | 46   | 680      | $ 234,989,515    | 第12季 (冠軍) |
| 2019 - 2020 | 147   | 101   | 100   | 56  | 66   | 707      | $ 202,112,646    | 第13季 (冠軍) |
| 2020 - 2021 | 125   | 117   | 75    | 72  | 63   | 713      | $ 173,768,000    | 第14季 (亞軍) |
| 2021 - 2022 | 136   | 97    | 96    | 66  | 60   | 674      | $ 185,307,365    | 第15季 (冠軍) |
| 2022 - 2023 | 179   | 110   | 63    | 69  | 54   | 715      | $ 277,712,060    | 第16季 (冠軍) |
| 2023 - 2024 | 130   | 102   | 98    | 65  | 58   | 680      | $ 232,823,098    | 第17季 (冠軍) |
| 2024 - 2025 | 138   | 85    | 69    | 55  | 33   | 593      | $ 213,311,025    | 第18季 (冠軍) |
| 總計        | 1,878 | 1,446 | 1,111 | 964 | 853  | 10,638   | $                |               |

## 在港策騎資料
|                      | 日期          | 賽事                              | 場地 | 馬場       | 馬名     | 練馬師   | 名次 | 獨贏賠率 |
| -------------------- | ------------- | --------------------------------- | ---- | ---------- | -------- | -------- | ---- | -------- |
| 初出賽               | 2007年9月9日  | 第五班 - 1200米                   | 草地 | 沙田馬場   | 金科寶蹄 | 約翰摩亞 | 12   | 42       |
| 首勝利               | 2007年9月12日 | 第三班 - 1650米                   | 草地 | 跑馬地馬場 | 聚寶駒   | 姚本輝   | 1    | 15       |
| 級際賽初出賽         | 2007年10月1日 | 三級賽 - 1000米（沙田短途錦標）   | 草地 | 沙田馬場   | 喜皇寶   | 方嘉柏   | 5    | 16       |
| 級際賽首勝利         | 2008年6月15日 | 三級賽 - 1400米（精英盃）         | 草地 | 沙田馬場   | 步步穩   | 約翰摩亞 | 1    | 31       |
| 一級賽初出賽         | 2008年1月20日 | 一級賽 - 1600米（董事盃）         | 草地 | 沙田馬場   | 爆炸     | 約翰摩亞 | 7    | 64       |
| 一級賽首勝利         | 2010年1月31日 | 一級賽 - 1600米（董事盃）         | 草地 | 沙田馬場   | 友誼至上 | 蘇保羅   | 1    | 10       |
| 四歲系列經典賽初出賽 | 2008年1月20日 | 一級賽 - 1600米（香港經典一哩賽） | 草地 | 沙田馬場   | 芝麻雪糕 | 鄭俊偉   | 10   | 62       |
| 四歲系列經典賽首勝利 | 2015年3月15日 | 一級賽 - 2000米（香港打吡大賽）   | 草地 | 沙田馬場   | 戰利品   | 蔡約翰   | 1    | 4.8      |

## 軼事
潘頓自來港發展後，不時因行為不檢被香港賽馬會罰款。
2009年及2010年，潘頓兩度與香港賽馬會不受歡迎人士馮鶴翔接觸利誘售賣貼士，雖然潘頓拒絕要求，但因未有向香港賽馬會申報，故此他在2011年6月被香港賽馬會罰款30萬港元。
2017年6月21日跑馬地夜賽，潘頓於第五場盃賽場合賽事策騎「晚風」勝出後捧盃，他在覆磅後走到頒獎台期間被香港賽馬會禮儀小姐催促盡快到達頒獎台完成領獎，但潘頓不滿並向禮儀小姐爆出粗口，結果他被香港賽馬會罰款10萬港元。
2018年10月28日，當天潘頓停賽，他於社交網站發表一則推特訊息，內容批評騎師利敬國於同日在跑馬地馬場策騎「千金一諾」時的騎法，並揶揄利敬國不懂控制步速。雖然潘頓在翌戰策騎「千金一諾」時順利勝出，但他仍被馬會競賽董事小組裁定違反賽事規例第155（5）條，有關不適當行為的指控，結果他被罰款5,000港元。 
2020年12月11日，潘頓於社交網站發表一則推特訊息，內容寫道：「香港有騎師剛被驗出對新型冠狀病毒呈陽性反應嗎？」。馬會競賽小組認為有關措辭可能對香港短期內能否繼續舉行賽事造成不確定性，考慮到此宗事件的所有情況及潘頓以往與行為不當相關事件的紀錄後，潘頓結果被罰款4萬港元。
2021年7月10日，潘頓在這天第一場騎「壹喜」，但影相不敵莫雷拉座騎「永遠朋友」跑進第二名。結果賽後他曾鞭打「壹喜」幾下，馬會競賽小組最終以他不恰當地用鞭，潘頓結果被罰款1萬港元。
2023年2月24日，潘頓早前接受傳媒訪問時提到其陣上因不小心策騎而被罰停賽，炮轟新任首席受薪董事方顯韜尺度嚴苛，令騎師室人人自危，久而久之會令外地騎師不敢來港策騎。對此，馬會展開研訊，潘頓承認違反賽事規例54(2)條：「騎師須遵照騎師守則和馬主、練馬師及馬會的所有正當指令執行其職務和履行其責任。」罰款15萬元。

## 其他
自2015-16年馬季起於潘頓養傷及停賽期間，他會客串英語評述。
2025年起，中国说唱歌手揽佬与AR刘夫阳合作的《大展鸿图》开始在互联网爆红，引起网民热议。同年6月24日，揽佬释出《大展鸿图》音乐录音带，影片在香港跑马地马场及尖沙咀莲香楼取景，潘顿作为特邀客串演员参演。

## 外部連結
- 騎師資料 潘頓（页面存档备份，存于）